# Meredisz
A Meredisz walesi eredetű angol női név, jelentése: nagyság + úr.

## Gyakorisága
Az 1990-es években szórványos név, a 2000-es években nem szerepel a 100 leggyakoribb női név között.

## Névnapok
ajánlott névnap
- szeptember 24.[2]

## Híres Merediszek
- Meredith Hunter, az Altamont zenei fesztívál áldozata
- Meredith McGrath amerikai teniszezőnő
- Dr. Meredith Grey, a Grace klinika főszereplője (Alakítja: Ellen Pompeo)